# Nakasato Yu
Nakasato Yu (中里 優, sinh ngày 14 tháng 7 năm 1994) là một cầu thủ bóng đá nữ người Nhật Bản.

## Đội tuyển bóng đá nữ quốc gia Nhật Bản
Nakasato Yu thi đấu cho đội tuyển bóng đá nữ quốc gia Nhật Bản.

## Thống kê sự nghiệp
| Nhật Bản  | Nhật Bản | Nhật Bản |
| Năm       | Trận     | Bàn      |
| --------- | -------- | -------- |
| 2016      | 3        | 0        |
| 2017      | 13       | 0        |
| Tổng cộng | 16       | 0        |